# 愛爾蘭獨立報
《愛爾蘭獨立報》（英語：Irish Independent）是愛爾蘭銷量最大的日報。其內容主要以英文寫成，但每週會出版愛爾蘭語增刊《Seachtain》。其週日版為《週日獨立報》。

## 歷史

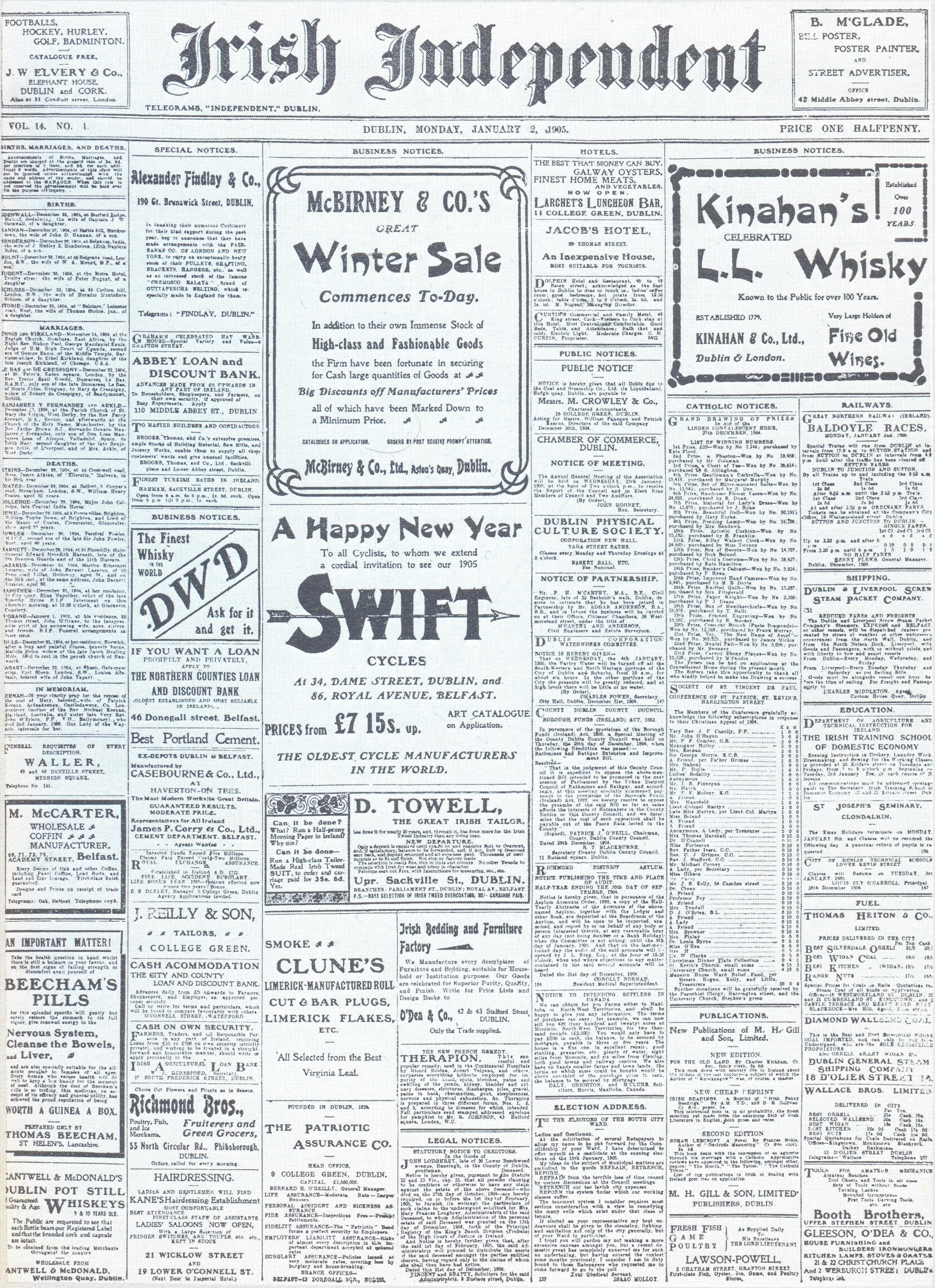
1905年第一期

其前身是1890年建立的《愛爾蘭每日獨立報》（Daily Irish Independent），該報支持愛爾蘭政客查爾斯·史都華·巴奈爾，1905年該報被威廉·馬丁·墨菲買下，開始發佈反巴奈爾的新聞。在後來的歲月中，該報以其民族主義立場知名，支持天主教、反共產主義。

## 外部連接
- 官方网站